# Нюман, Хенк
Хендрик «Хенк» Нюман (нидерл. Hendrik "Henk" Numan; 13 июня 1955, Амстердам — 26 апреля 2018, Ландсмер, Северная Голландия) — голландский дзюдоист и самбист, представитель полутяжёлой весовой категории. Выступал за сборную Нидерландов во второй половине 1970-х — первой половине 1980-х годов, бронзовый призёр летних Олимпийских игр в Москве, обладатель бронзовых медалей чемпионатов мира по дзюдо и самбо, победитель многих турниров международного и национального значения. Также известен как спортивной функционер, президент Нидерландской ассоциации дзюдо.

## Биография
Хенк Нюман родился 13 июня 1955 года Амстердаме, Нидерланды.
Дебютировал на международной арене в 1975 году, выступив на мировом первенстве по дзюдо в Вене — уже в стартовом поединке проиграл представителю СССР Виктору Бетанову и сразу же выбыл из борьбы за медали.
Первого серьёзного успеха на взрослом международном уровне добился в сезоне 1979 года, когда одержал победу на чемпионате Нидерландов по дзюдо, вошёл в основной состав голландской национальной сборной и побывал на чемпионате мира в Париже, откуда привёз награду бронзового достоинства, выигранную в зачёте полутяжёлой весовой категории — был побеждён советским дзюдоистом Тенгизом Хубулури. Также участвовал в чемпионате Европы в Брюсселе, но здесь попасть в число призёров не смог.
В 1980 году вновь стал чемпионом Нидерландов в полутяжёлом весе, благодаря череде удачных выступлений удостоился права защищать честь страны на летних Олимпийских играх в Москве. В категории до 95 кг благополучно прошёл первых двоих соперников по турнирной сетке, тогда как в третьем полуфинальном поединке потерпел поражение от бельгийца Роберта ван де Валле, который в итоге и стал победителем этого олимпийского турнира. Тем не менее, в утешительной встрече за третье место Нюман взял верх над венгром Иштваном Сепеши и тем самым завоевал бронзовую олимпийскую медаль.
После московской Олимпиады Хенк Нюман остался в составе дзюдоистской команды Нидерландов и продолжил принимать участие в крупнейших международных соревнованиях. Так, в 1981 году он в очередной раз выиграл национальное первенство по дзюдо, отметился победой на домашнем международном турнире в Керкраде. Участвовал в домашнем мировом первенстве в Маастрихте, но особого успеха не добился, был остановлен уже в 1/16 финала. Кроме того, в этом сезоне проявил себя в самбо — выиграл бронзовую медаль в категории до 100 кг на чемпионате мира в Мадриде.
В 1982 году вновь был лучшим на чемпионате Нидерландов, получил бронзу на международном турнире в Лондоне, занял пятое место на чемпионате Европы в Ростоке в личном зачёте и стал четвёртым на командном европейском первенстве в Милане.
На чемпионате Нидерландов 1984 года оказался в полутяжёлом весе вторым и на этом завершил спортивную карьеру.
В 1992 году попробовал себя в профессиональном реслинге, выступал в японской организации Fighting Network Rings, где был членом команды своего соотечественника Криса Долмана.
Впоследствии занимал должность президента Нидерландской ассоциации дзюдо.
Умер 26 апреля 2018 года в городе Ландсмер в возрасте 62 лет. Официально причина смерти не сообщалась, однако спустя несколько недель голландский тренер по борьбе Берт Копс сообщил в интервью, что Нюман покончил жизнь самоубийством.